# Krølle-Bølle
Krølle-Bølle (uitspraak: Krulle Bulle) is een mythische figuur, een trol, die op het noordelijke deel van het eiland Bornholm woont. Het was in de Tweede Wereldoorlog dat de Deense Ludvig Mahler Krølle-Bølle bedacht voor zijn zoontje Ole. Tegenwoordig is Krølle-Bølle de mascotte van het eiland in de Oostzee.
Krølle-Bølle, een 1,30 meter hoog schepsel met bolle neus en borstelige staart, woont in Langebjerg op Noord-Bornholm samen met zijn familie. Zijn familie bestaat onder andere uit vader Bobbarækus, moeder Bobbasina en zuster Krølle-Borra. Krølle-Bølle is altijd uit op kattenkwaad en begrijpt, net als veel kinderen, niet dat daar consequenties op volgen. Zijn vader leert hem een spreuk. Hij gebruikt deze om zich te beschermen wanneer hij in gevaar is. Maar op een dag ontmoet hij, helaas voor hem, een doof persoon die hem niet mag.

## De achtergrond
Legende: de koning van de onderwereld is Bobbarækus. Bobbarækus werd gebruikt om kinderen bang te maken wanneer ze ergens speelden waar het gevaarlijk was. Het werd opgevat als een goed gemeende opvoedingsmethode.
Ludvig Mahler, die werkzaam was bij De Bornholmse spoorwegen, had de verhalen van Bobbarækus van zijn moeder gehoord. Deze had die weer van haar ouders gehoord. Toen Ludvig Mahler in de zomer van 1943 een dag met zijn zoontje in zijn hutje aan de rand van Langebjerg in Sandvig doorbracht, vroeg zijn zoontje Ole wie er wel in Langebjerg wonen wilde. Hierop vertelde hij de oude legende en bedacht hij Krølle-Bølle. De kleine brutale trol met haarlok en krulstaart, meestal afgebeeld met een reeds gerookte haring bungelend aan zijn hengel, zou met vader Bobbarækus, moeder Bobbasina en zuster Krølle-Borra under Langebjerg in de buurt van de oude ruïne Hammershus wonen. Krølle-Bølle verschijnt klokslag middernacht na de derde roep van een uil.
Ole was erg benieuwd naar de kleine trol en zijn familie, dus verzon zijn vader meerdere verhalen en tekende deze voor zijn zoon. De uitgeverij in Rønne, Ernst G. Olsen, stelde voor om de originele tekeningen, die hij voor zijn zoon getekend had openbaar te maken. In 1948 publiceerde hij het boek Bobbarækus Filiækus – med Krølle-Bølle rundt på Bornholm (Bobbarækus Filiækus - met Krølle-Bølle Bornholm rond). Hierin toont de kleine Krølle-Bølle de bezienswaardigheden van het eiland Bornholm.

## Krølle-Bølle-ijs

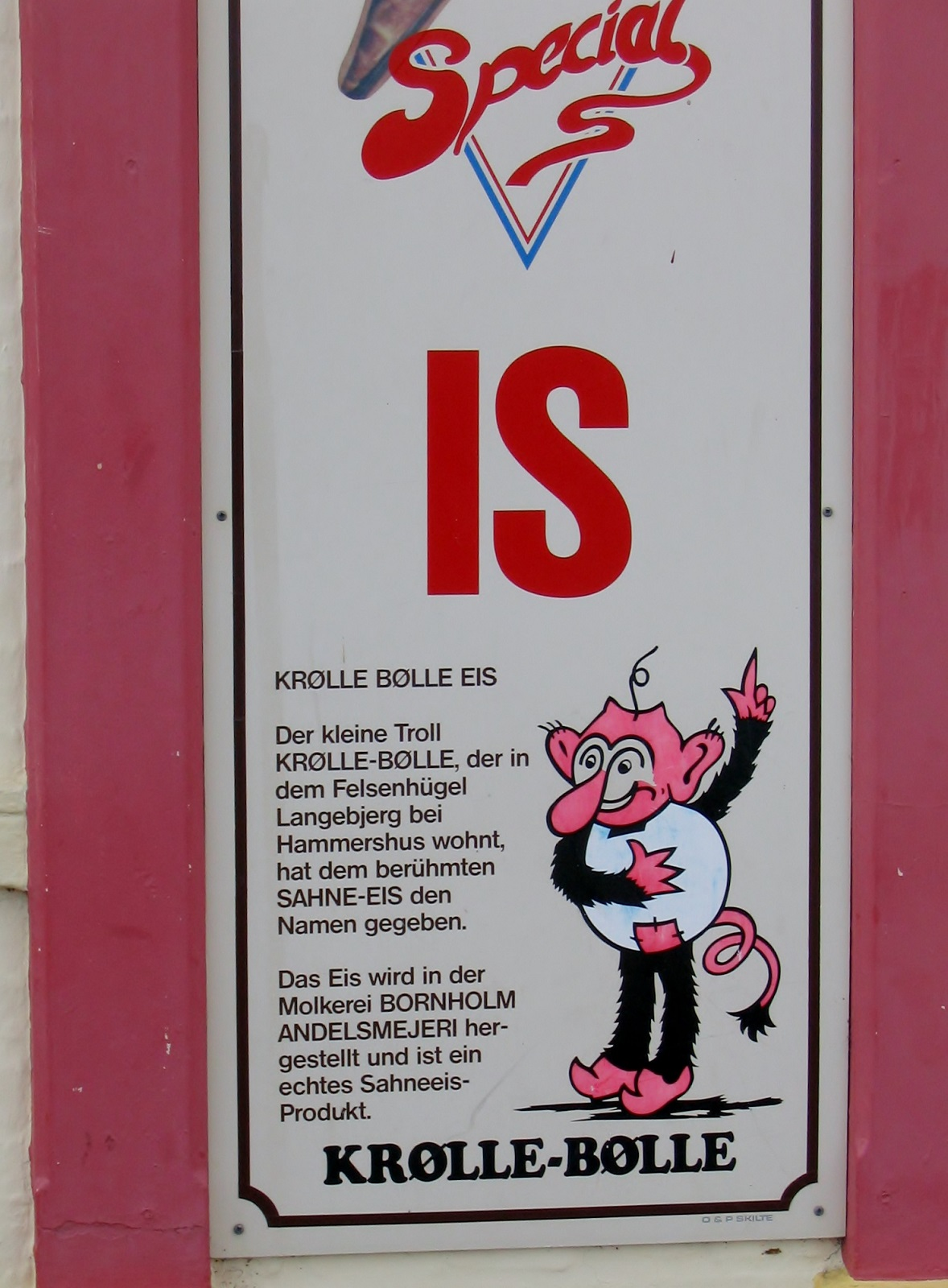
Krølle-Bølle Ijs

De zuivelcoöperatie Bornholms Andelsmejeri in Klemensker produceerde tot 2007 haar softijs onder de naam Krølle-Bølle. Het werd in de winkels op Bornholm verkocht door de Nestlégroep. Ole Mahler tekende in 2007 een nieuw contract met Diplom-is uit Noorwegen die vanaf dat jaar het softijs bij Vebbestrup Flødeis in Hobro produceert en van daar uit distribueert.

## Warenmerk
Keramiekkunstenaar Ole Mahler bezit het merkrecht van de naam "Krølle-Bølle" en de tekeningen van zijn vader Ludvig Mahler. Ole Mahler produceert sinds 2006 in Hasle en Rønne Keramiekfiguren van de Krølle-Bølle-Familie.
In de toeristenbranche is het Krølle-Bølle-merk sinds vele jaren een groot succes. Vele kinderen vereenzelvigen Bornholm vaak met Krølle-Bølle. Ter vergelijking betekent Krølle-Bølle net zoveel als bijvoorbeeld de Lille Havfrue (De kleine Zeemeermin) in Kopenhagen. Er zijn allerlei Krølle-Bølle-souvenirs die op het eiland verkocht worden, van T-shirts, tot poppetjes en nog veel meer.

## Andere betekenis
Krølle-Bølle is ook een condomenmerk van Bornholm, in vijf formaten en smaken.